# Rheocricotopus glabricollis
Rheocricotopus glabricollis är en tvåvingeart som först beskrevs av Johann Wilhelm Meigen 1830.  Rheocricotopus glabricollis ingår i släktet Rheocricotopus och familjen fjädermyggor. Arten har ej påträffats i Sverige. Inga underarter finns listade i Catalogue of Life.